# Richard Rau
Richard Rau (né le 26 août 1889 à Berlin, mort le 6 novembre 1945 à Viazma, en Russie soviétique) est un athlète allemand, spécialiste du sprint.

Il participe aux Jeux olympiques de 1912 où il établit en demi-finale, avec ses coéquipiers Otto Röhr, Max Hermann et Edwin Kern, le premier record du monde du relais 4 x 100 m. Son équipe est ensuite disqualifiée en finale. Officier SS pendant la Seconde Guerre mondiale, il meurt en cherchant à s’évader d’un camp de prisonniers en Russie.